# 漳県
漳県（しょう-けん）は中華人民共和国甘粛省定西市に位置する県。県人民政府の所在地は武陽鎮。

## 行政区画
10鎮、3郷を管轄：
- 鎮：武陽鎮、三岔鎮、新寺鎮、金鐘鎮、塩井鎮、殪虎橋鎮、大草灘鎮、四族鎮、石川鎮、貴清山鎮
- 郷：馬泉郷、武当郷、東泉郷

## 交通

### 鉄道
- 中国鉄路総公司
  - 蘭渝線
    - 漳県駅

### 道路
- 国道
  - G212国道